# Ascodichaena
Ascodichaena Butin – rodzaj grzybów z typu workowców (Ascomucota). Znane są 2 gatunki, w Polsce występuje jeden: Ascodichaena rugosa.

## Systematyka i nazewnictwo
Pozycja w klasyfikacji według Index Fungorum
Ascodichaenaceae, Rhytismatales, Leotiomycetidae, Leotiomycetes, Pezizomycotina, Ascomycota, Fungi.
Gatunki
- Ascodichaena mexicana Butin & Marm. 1990
- Ascodichaena rugosa Butin 1977

Nazwy naukowe na podstawie Index Fungorum.